# Pomeni imen asteroidov: 26001–27000
Pregled pomenov imen asteroidov (malih planetov) od številke 26001 do 27000, ki jim je Središče za male planete dodelilo številko in so pozneje dobili tudi uradno ime  v skladu z dogovorjenim načinom imenovanja. Pregled je preverjen z Schmadelovim “Slovarjem imen malih planetov” (“Dictionary of Minor Planet Names”). 
Pregled pojasnjuje izvor oziroma pomen imen asteroidov, ki ga je priznala Mednarodna astronomska zveza (IAU). Nekateri asteroidi imajo imajo dodatno pojasnilo o izvoru imena, ki pa vedno ni popolnoma zanesljivo (oznaka “†” ali “‡“). Pojasnilo o izvoru imena, ki je označeno z * je potrebno preveriti ali poiskati še v “Slovarju imen malih planetov”.
| Ime                   | Začasna oznaka | Izvor imena |
| 26001–26100           | 26001–26100    | 26001–26100 |
| --------------------- | -------------- | --- |
| 26057 Ankaios         | 4742 T-2       | Ankej, v grški mitologiji eden izmed Argonavtov, oče Agapenorja † |
| 26074 Carlwirtz       | 1977 TD        | Carl Wilhelm Wirtz (1876 – 1939), nemški astronom, prvi, ki je (v letu 1924) dokazal povezavo med razdaljo do spiralnih meglic in rdečim premikom †                                                                  |
| 26101–26200           |                | |
| 26119 Duden           | 1991 TN7       | Konrad Duden (1829 – 1911), nemški filolog, njegovo življenjsko delo je Pravopisni slovar nemškega jezika (Vollständige orthographische Wörterbuch der deutschen Sprache), ki je znan kot "Duden", †                 |
| 26168 Kanaikiyotaka   | 1995 WT8       | Kiyotaka Kanai, japonski ljubiteljski astronom, ključni član Astronomskega kluba Ota (Ota Uchuno Kai), neodvisni odkritelj kometa C/1970 B1 in soodkritelj kometa 7752 Otauchunokai †                                |
| 26169 Ishikawakiyoshi | 1995 YY        | Akiyoshi Ishikawa, japonski ljubiteljski astronom, ključni član Astronomskega kluba Ota (Ota Uchuno Kai), † |
| 26170 Kazuhiko        | 1996 BH2       | Kazuhiko Ichikawa, japonski ljubiteljski astronom, eden izmed ustanoviteljev Skupine Yamanenko za opazovanje kometov (Yamaneko Group of Comet Observers) in ključni član Astronomskega kluba Ota (Ota Uchuno Kai) †  |
| 26177 Fabiodolfi      | 1996 GN2       | Fabio Dolfi, italijanski ljubiteljski astronom † |
| 26195 Černohlávek     | 1997 EN        | Ivo Černohlávek, češki začetnik interneta † |
| 26197 Bormio          | 1997 FN1       | mesto Bormio, Italija † Arhivirano 2005-03-20 na Wayback Machine. ‡ |
| 26201–26300           |                | |
| 26205 Kuratowski      | 1997 LA5       | Kazimierz Kuratowski (1896 – 1980), poljski matematik † |
| 26210 Lingas          | 1997 RC3       | ravnina Lingas v Nacionalnem parku Cévennes (Parc national dec Cévennes), nahajališče Observatorija Pises † |
| 26214 Kalinga         | 1997 US10      | Unescova Nagrada Kalinga (nosi staro ime indijsko države Orissa) † |
| 26276 Natrees         | 1998 SL4       | Nathaniel Paul Rees, vnuk odkritelja † |
| 26277 Ianrees         | 1998 SM4       | Ian Hudson Rees, vnuk odkritelja † |
| 26301–26400           |                | |
| 26314 Škvorecký       | 1998 UJ1       | Josef Škvorecký (rojen 1924), češki pisatelj † ‡ Arhivirano 2005-08-29 na Wayback Machine. + |
| 26328 Litomyšl        | 1998 WQ        | mesto Litomyšl, Češka † ‡ |
| 26340 Evamarková      | 1998 XY8       | Eva Marková, češka astronomka † ‡ |
| 26355 Grueber         | 1998 YL8       | Johannes Grueber (1623 – 1680), avstrijski jezuitski duhovnik, misijonar, matematik, astronom na kitajskem dvoru in avtor prve evropskega poročanja s potovanja na Tibet † Arhivirano 2006-05-11 na Wayback Machine. |
| 26356 Aventini        | 1998 YE10      | Andrea Aventini, italijanski ljubiteljski astronom † Arhivirano 2008-08-01 na Wayback Machine. |
| 26357 Laguerre        | 1998 YK10      | Edmond Nicolas Laguerre (1834 – 1886), francoski matematik † |
| 26376 Roborosa        | 1999 EB3       | Róbert "Robo" Rosa, slovaški ljubiteljski astronom in oblikovalec računalniške grafike † |
| 26390 Rušin           | 1999 UX2       | Vojtech Rušin, slovaški fizik, strokovnjak za Sonce † |
| 26401–26500           |                | |
| 26401 Sobotište       | 1999 WX        | vas Sobotište, jugozahodna Slovaška, kraj, kjer je astronomski observatorij † |
| 26498 Dinotina        | 2000 CV1       | Dino in Tina Grifoni, stric in teta Andrea Boattinija † Arhivirano 2008-08-01 na Wayback Machine. |
| 26500 Toshiohino      | 2000 CC2       | Toshio Hino, japonski astronom † |
| 26501–26600           |                | |
| 26501 Sachiko         | 2000 CP2       | Sachiko Nagata, učiteljica japonske umetnosti priprave stisnjenega cvetja Ošibana † |
| 26601–26700           |                | |
| 26629 Zahller         | 2000 GZ132     | Cordelia Zahller Luginbuhl (odkriteljeva mati) in družina Zahller † |
| 26639 Murgaš          | 2000 JB7       | Jozef Murgaš (1864 – 1929), slovaški izumitelj, arhitekt, botanik, slikar, domoljub in rimskokatoliški duhovnik † |
| 26640 Bahýľ           | 2000 JV10      | Ján Bahýľ, slovaški izumitelj in začetnik letalstva † |
| 26661 Kempelen        | 2000 WY67      | Wolfgang von Kempelen (1734 – 1804), avstrijski mehanik in izumitelj † |
| 26701–26800           |                | |
| 26715 South Dakota    | 2001 HJ        | South Dakota, kjer se nahaja observatorij na katerem so asteroid odkrili, Observatorij Badlands † |
| 26733 Nanavisitor     | 2001 HC16      | Nana Visitor (Nana Tucker), ameriška igralka † |
| 26734 Terryfarrell    | 2001 HG16      | Terry Farrell (Theresa Lee Farrell), ameriška igralka † |
| 26757 Bastei          | 2001 KU17      | Bastei, 193 m visoka skala v sredini Elbsandsteingebirge (vzhodna nemška "Saksonska Švica"), ki se dviguje nad reko Labo †                                                                                           |
| 26761 Stromboli       | 2033 P-L       | otok in vulkan Stromboli † |
| 26763 Peirithoos      | 2706 P-L       | Piritoj, mitološki prijatelj Tezeja in oče grškega junaka Polipoita † |
| 26801–26900           |                | |
| 26821 Baehr           | 1988 FM1       | George Baehr (1666 – 1738), nemški baročni arhitekt † |
| 26829 Sakaihoikuen    | 1989 WN2       | otroški vrtec Sakaihoikuen, mesto Musašino, Tokio, Japonska † |
| 26842 Hefele          | 1991 TK6       | Herbert Hefele, nemški astronom, izdajatelj Astronomy and Astrophysics Abstracts (AAA) in knjižničar na Astronomskem računskem inštitutu (Astronomisches Rechen-Institut ali ARI) †                                  |
| 26851 Sarapul         | 1992 OV5       | mesto Sarapul, Rusija, ob reki Kami † |
| 26858 Misterrogers    | 1993 FR        | Mister Rogers (Fred McFeely Rogers) televizijska osebnost † |
| 26879 Haines          | 1994 NL2       | Peter Wyatt Haines, avstralski geolog, odkritelj večjega števila udarnih kraterjev v Avstraliji † |
| 26887 Tokyogiants     | 1994 TO15      | Tokyo Yomiuri Giants bejzbolsko moštvo † |
| 26891 Johnbutler      | 1995 CC2       | Christopher John Butler (rojen 1950), irski astronom, odkritelj posebnega sevanja zvezde HD 6090 ("Butlerjeva zvezda") †                                                                                             |
| 26896 Josefhudec      | 1995 OY        | Josef Hudec, češki ljubiteljski astronom in popularizator astronomije, zgradil je javni observatorij Kroměříž † |
| 26901–27000           |                | |
| 26906 Rubidia         | 1996 BH4       | Rubidia ("Ruby") Mendez-Harris, gvatemalsko-ameriška vdova po Davidu L. Harrisu, ki je bil član skupine odkriteljev †                                                                                                |
| 26908 Lebesgue        | 1996 GK        | Henri-Léon Lebesgue (1875 – 1941), francoski matematik † |
| 26909 Lefschetz       | 1996 HY1       | Solomon Lefschetz (1884 – 1972), ameriški matematik † |
| 26917 Pianoro         | 1996 RF4       | kraj Pianoro, Italija, kraj, kjer je Observatorij Pianoro (Osservatorio Astronomico di Pianoro) † |
| 26921 Jensallit       | 1996 TF15      | Jennifer Sallit, žena odkritelja † |
| 26922 Samara          | 1996 TD40      | reka Samara, teče od predgorja Urala in se zlije z reko Volgo pri kraju Samara † |
| 26924 Johnharvey      | 1996 YZ2       | John Warren Harvey, ameriški strokovnjak za Sonce † |
| 26935 Vireday         | 1997 EE46      | Carol Claire Vireday, žena odkritelja † |
| 26937 Makimiyamoto    | 1997 FQ1       | Maki Miyamoto, japonska igralka † |
| 26950 Legendre        | 1997 JH10      | Adrien-Marie Legendre (1752 – 1833), francoski matematik † |
| 26954 Skadiang        | 1997 MG        | Karen Skadiang, avstralski ljubiteljski astronom in prijatelj odkritelja † |
| 26955 Lie             | 1997 MR1       | Marius Sophus Lie (1842 – 1899), norveški matematik † |
| 26960 Liouville       | 1997 NE3       | Joseph Liouville (1809 – 1882), francoski matematik † |
| 26963 Palorapavý      | 1997 PM4       | Pavol "Palo" Rapavý, slovaški astronom, direktor javnega observatorija v kraju Rimavská Sobota † |
| 26969 Biver           | 1997 SE        | Nicolas Biver, francoski astronom † ‡ |
| 26970 Eliáš           | 1997 SE2       | Mojmír Eliáš, češki geolog in planetolog † |
| 26971 Sezimovo Ústí   | 1997 SL2       | mesto Sezimovo Ústí, leži v južni Češki † |
| 26973 Lála            | 1997 SP25      | Petr Lála, češki astronom † |
| 26984 Fernand-Roland  | 1997 VV        | Fernand-Roland Merlin, prijatelj odkriteljev † |
| 26986 Čáslavská       | 1997 VC5       | Vera Čáslavská, češka telovadka in dobitnica zlate olimpijske medalje, najboljša športnica na svetu v letu 1968 † |
| 26993 Littlewood      | 1997 XC1       | John Edensor Littlewood (1885 – 1977), britanski matematik † |

| Predhodnik: 25001–26000 | Pomeni imen asteroidov Seznam asteroidov (26001-26250) Seznam asteroidov (26251-26500) Seznam asteroidov (26501-26750) Seznam asteroidov (26751-27000) | Naslednik: 27001–28000 |